# Eugenia rotundata
Eugenia rotundata är en myrtenväxtart som först beskrevs av Henry Trimen, och fick sitt nu gällande namn av Henry Trimen. Eugenia rotundata ingår i släktet Eugenia och familjen myrtenväxter. IUCN kategoriserar arten globalt som sårbar.
Artens utbredningsområde är Sri Lanka. Inga underarter finns listade i Catalogue of Life.